# آنا روزا كوينتانا
آنا روزا كوينتانا اورتال  (بالإسبانية: Ana Rosa Quintana) (مدريد، 12 يناير 1956) صحفية ومقدمة برامج تلفزيونية وسيدة أعمال في وسائل الإعلام الإسبانية.

## السيرة الذاتية
آنا روزا كوينتانا هي ابنة خوسيه انطونيو كينتانا وكارمن هورتال برام ولديها أخ أكبر يدعي انريكى، ولدت في مدينة مدريد بحى أوكسار في الثاني عشر من شهر يناير عام 1956 . وفي عام 1980 حصلت على ليسانس الصحافة من جامعة كومبلوتنس في مدريد وبدات مسيرتها المهنيه في الاذاعة الوطنية الأسبانية، وهناك قضت فترة تدريبها ثم بعد ذلك انتقلت إلى راديو كونتنتال. وفي عام 1982 مضت عقد مع التليفزيون الاسبانى لتقدم مع البرتو ديلجادو الفترة المسائية من نشرة الاخبار. وفي 3 سبتمبر من عام 1983 في موليتساكا، تزوجت من الفونسو روخو وانتقلت معه إلى نيويورك حيث عملت كمراسلة لمحطه اذاعية محليه ومجلة تايم أيضا. وفي 18 يوليو من عام 1986 انجبت منه ولدا يدعي البرو.وبعد أن تركت زوجها عادت إلى مدريد عام 1987 .
اتجهت فيما بعد للعمل في المحطة الموسيقية راديو 8 وانيتنا راديو 3، حيث شغلت منصب رئيس تحرير الاخبار إلى جانب كونها مخرجة لبرنامج «يحيا المساء» الذي يقدمه ميشيل انخل غرسيا. وفي عام 1994 عادت إلى التليفزيون تحديدا في برنامج «تيلي ثينكو» وقدمت برنامج «الاحكام التجريبية» من عام 1994 إلى
عام 1995 .
وفي أوائل عام 1997 انضمت إلى المحطة الاذاعية انتينا 3 لتقديم البرنامج الحوارى «شهادات صادقة لانا روز الحينتانا»، وبعد ذلك بقليل في 14 يوليو من نفس العام قدمت لأول مرة مع روز ابياكاستينا البرنامج الاجتماعى «اكستراروزا». في صيف 1998 تركت برنامج «اكستراروزا» لتقدم البرنامج المسائي «سابور اتى» وبذلك تحولت كينتانا لواحدة من أهم المقدمين في التليفزيون الاسبانى.
وفي عام 2001 خاضت تجربة الإنتاج لأول مرة مع أخيها انريكى كينتانا فانتجت برنامجها «سابور اتي»، وفي في شهر نوفمبر من نفس العام بدات في نشر مجلتها الخاصة «مجلة اناروزا». ونتيجة لشعبيتها الكبيرة حصلت على دور صغير في النسخة الأسبانية من فيلم «بيكسار الخارقون».
في يوليوعام 2004 اعلنت المحطة الاذاعية انتينا انها لن تجدد برنامجها «سابور اتي» للموسم السابع، بعد انخفاض نسبة سماع البرنامج تدرجيا، وبعد فترة وجيزة في سبتمبر، أعلنت اناروز العودة إلى المحطة الاذاعية «ديليسنكو» للتنافس مع ماريانيزا كامبوس التي حتى الآن هي نجمة الساحة والتي كانت تقدم البرنامج الصباحى في المحطة الاذاعية «انتينا 3». حافظ البرنامج الذي كانت تقدمه اناروز على القيادة منذ أول ظهور له في المحطة الفضائية «تيلى» منذ ثمانى سنوات.
في الخامس والعشرين من شهر فبراير عام 2011، دخلت السيدة التي كانت متهمة في قضية مارى لوز السجن عقب اعلانها في البرنامج التي تقدمة اناروزا أن زوجها قام بقتل ماري لوز كورتيس وهذا الشئ الذي قد كانت تنكرة مسبقا. وبعد أيام ذكرت صحيفة«العالم» الصفقة التي حصلت عليها هذة السيدة لتظهر في البرنامج، ورفعت هذة القضية وتم رفضها في مايو عام 2011 وتم اطلاق سراح اناروز من أي تهمة حيث اعتبر القاضى أن الوقائع لاتمثل جريمة وتم أيضا تبرئة ثمانى صحافيين متهمين في نفس القضية.
في أبريل عام 2011 حكمت المحكمة العليا على انا روزا وشركة انتاجها بدفع غرامة قيمتها مائة الف يورو لمصارع الثيران شمس الدين القرطبي وزوجته ارانتساديل سول بسبب انتهاك شرفه وخصوصيتة.
في الثامن من شهر نوفمبر عام 2011 حيث حصلت انا روزا على جائزة اوندس لأفضل مذيعة.
قررت انا روز في اليوم الثامن والعشرين من شهر أغسطس عام 2012 ان تقطع اجازتها عقب اكتشاف روفات جثث روث ويوسف الأطفال القرطيين المفقودين للمشاركة في البرنامج الحصرى الذي أعلن عن هذة القضية، وهذا الحدث أثار سخط الكثير من الناس خلال وسائل التواصل الاجتماعي انتقادا لها لاعتقادهم انها تستغل هذة القضية لترفع نسبة مشاهدة البرنامج.

## سيدة الأعمال
تعتبر انا روزا المدير التنفيذي لشركة إنتاج كوارتز، تأسست هذه الشركة عام 2000، وكانت تتكون من اربع شركاء جميعهم يعملون في مجال الاذعة والتليفزيون. وفي عام 2009 قامت المجموعة الدولية بانيا بشراء 51% من الاسهم في شركة كوارتز للإنتاج فأصبحت الشركة تمثل جزء من الشبكة الدولية للمنتجين.

## حياتها الشخصية
وفيما يتعلق بحياتها الشخصية فبعض النظر عن زواجها من الصحفي ألفونسو روخو التي انجبت منه ولدها البرو، وقعت في غرام المخرج الأسباني خوسيه لويس جارسيا الذي استمر طويلا، ولكن في التاسع والعشرين من شهر مايو عام 2004 تزوجت مدنيا من الاشبيلي خوان مونيوز الذي مازال حتي الآن زوجها وأنجبت منه في نفس العام عن عمر يناهز 48 عاما التوأمان جون وخايمي.

## مسيرتها التليفزيونية
- الحكم (تيليسينكو 1994-1995).
- لم يفت الاوان (تيليسينكو، 1995-1996).
- مع خالص التقدير آنا روزا كوينتانا (انتينا 3، 1997).
- اكسترا روزا (انتينا 3، 1997-1998).
- سابور اتي (انتينا 3، 1998-2004).
- برنامج آنا روزا (تيليسينكو 2005 - حتى الآن).
- عبر (تيليسينكو 2013) (البرنامج الأول).

## الجوائز
فازت آنا روزا كوينتانا أربعة مرات بجائزة تي بي المصنوعة من الذهب لأفضل مرسلة في الاعوام التالية (1998 و 1999 و 2000 و 2001)، وحصلت علي جائزة أفضل مقدمة لبرنامج ترفيه عام (2005) وجائزة أفضل مرسلة منوعات وترفيه في الاعوام (2006 و 2009 و 2010)، ورشحت أيضا لنفس الجائزة (1997 و 2002 و 2003 و 2011).
في عام 2004، حصلت على الميكروفون الذهبي من اتحاد الإذاعة والتلفزيون في بونفيرادا. وفي عام 2011 حصلت على نفس الجائزة، وفي نفس العام حصلت أيضا على واحدة من أهم جوائز التلفزيون.

## روابط خارجية
- آنا روزا كوينتانا على موقع IMDb (الإنجليزية)